# Corydoras benattii
Corydoras benattii é uma espécie de peixe tropical de água doce pertencente à subfamília Corydoradinae e à família Callichthyidae.
De acordo com avaliação da União Internacional para a Conservação da Natureza, seu estado de conservação está classificado como pouco preocupante.

## Etimologia e nomenclatura
Foi descrito em 2018, por Espindola, Tencatt, Pupo, Villa-Verde & de Britto.
O nome do gênero, Corydoras, vem do grego, kory = capacete, doras = pele. O epíteto específico é em homenagem a Laert Benatti, por seu trabalho humanitário envolvendo disponibilização de poços artesianos para comunidades carentes.
Com o crescente interesse pelo grupo, foi criado o Código-C para identificar comercialmente as espécies de Corydoradinae. Neste catálogo, animais identificados pelo código C22 eram atribuídos a espécie Corydoras cochui Myers & Weitzman, 1954. No entanto, Espíndola et al. identificaram os peixes C22 como sendo C. benattii. C. cochui e C. benattii são semelhantes, e por isso eram confundidas.

## Distribuição
Pode ser encontrado na Região Centro-Oeste do Brasil, nos rios Rio Itaúnas e rio Itata, que pertencem à bacia do Rio Xingu. Também pode ser encontrada na bacia do Rio Tapajós, sendo, até 2023, a única espécie de Corydoras conhecida em ambas as bacias, até a descrição de Corydoras caramater.

## Biologia
Pode ser distinguido de outras espécies do gênero Corydora por ter a cartilagem facial na região do nariz mais curta e extremidade anterior pouco desenvolvida. Quanto a coloração, tem manchas marrons claras e escuras de tamanho similar em todo o corpo, e não apresenta listras. Seu corpo de maneira geral é fino.
De acordo com trabalho por J. Müller ainda não publicado, possui respiração aérea facultativa.